# Bart v sedle
Bart v sedle (v anglickém originále Saddlesore Galactica) je 13. díl 11. řady (celkem 239.) amerického animovaného seriálu Simpsonovi. Scénář napsal Tim Long a díl režíroval Lance Kramer. V USA měl premiéru dne 6. února 2000 na stanici Fox Broadcasting Company a v Česku byl poprvé vysílán 15. ledna 2002 na stanici ČT1.

## Děj
Líza a ostatní členové školní kapely Springfieldské základní školy se společně zúčastní hudební soutěže na státním veletrhu a předvedou skladbu „Living in America“ od Jamese Browna. Prohrají však s kapelou ze základní školy Ogdenville, která hraje „Stars and Stripes Forever“ Johna Philipa Sousy a používá červené, bílé a modré svítící tyčinky, aby vytvořila vlajku. Líza obviní Ogdenville z podvádění, protože použití vizuálních pomůcek je proti pravidlům soutěže. Později napíše dopis prezidentu Clintonovi a stěžuje si na tuto situaci. Na pouti uvidí Homer a Bart koně jménem Duncan, jenž se umí potápět v bazénu. Simpsonovi si Duncana vezmou domů poté, co je jeho majitel obviněn z týrání zvířat a uteče. Zjistí však, že za Duncanovu údržbu utrácejí 500 dolarů týdně. 
Homer a Bart se snaží vymyslet způsob, jak by Duncan mohl vydělávat peníze, které by pomohly kompenzovat náklady na jeho vydržování. Bart zjistí, že Duncan je rychlý běžec, a navrhne, že by z něj mohl být dostihový kůň. Homer přihlásí Duncana na dostihové závodiště Springfield Downs, kde je Bart žokejem. Vyděšený Duncan však svůj první závod prohraje, protože odmítá opustit start, dokud všichni ostatní koně závod nedokončí. Homer a Bart najdou strategii, jak Duncana přimět k vítězství, a promění ho v děsivého koně jménem Divoké Déčko s obarvenými vlasy a jedním z Líziných náramků místo kroužku v nose. Zastraší ostatní koně a vyhraje několik závodů. Poražení žokejové Homera brzy pozvou na pivo do svého salonu, z něhož se vyklube tajné doupě. Žokejové se projeví jako bláznivé, arogantní bytosti na bázi skřítků a vyhrožují Homerovi, že mu sežerou mozek, pokud Duncana nepřiměje prohrát nadcházející Springfieldské derby. Ačkoli je Homer zpočátku vyděšený, kvůli loajalitě k synovi a koni i vlastní hrdosti změní názor a slíbí, že se s těmi „vražednými trolly“ vypořádá. 
Duncan vyhraje derby, což žokeje přivede k zuřivosti a začnou Homera a Barta pronásledovat s meči. Marge a Líza však žokeje postříkají vodou, aby je zkrotily, a Homer je všechny nacpe do pytle na odpadky a nechá je u obrubníku, aby je odvezli popeláři. Homer a Bart se chystají Duncana vyřadit ze závodů, aby se mohl stát hřebcem. Poté se u Simpsonových objeví prezident Clinton a předá Líze plaketu, čímž přehlasuje porotu státního veletrhu a vyhlásí Springfieldskou základní školu vítězem hudební soutěže.

## Produkce
Díl napsal Tim Long a režíroval jej Lance Kramer. Anglický název Saddlesore Galactica je odkazem na sci-fi seriál Battlestar Galactica. Myšlenka, že Duncan je původně kůň potápějící se v bazénu, byla inspirována skutečným potápějícím se koněm, který na začátku 20. století skákal do bazénu ve Steel Pier v Atlantic City v New Jersey. Pohlednice, na níž je tento kůň zobrazen, posloužila animátorům jako reference pro scény, v nichž se potápí. Když začal proces animace, Kramer nakreslil svým animátorům instrukce s tím, jak se koně při běhu pohybují a jak fungují jejich kotníky. Protože Duncan byl velkou součástí příběhu, „chtěli jsme, aby měl nějakou osobnost“. Hlasový umělec Jim Cummings zajistil zvuky zvířat, které Duncan v dílu vydává. 
V epizodě hostoval americký vyhlašovatel koňských dostihů Trevor Denman, jenž komentoval Duncanovy dostihy přes systém veřejného rozhlasu, a Randy Bachman a Fred Turner, známí díky své rockové skupině Bachman–Turner Overdrive, se v epizodě objevili jako oni sami a vystoupili na začátku dílu na pódiu na státním veletrhu. Když Bachman a Turner řeknou publiku, že zahrají několik písní ze svého nového alba, Homer okamžitě vykřikne požadavky, aby zahráli svou starou píseň „Takin' Care of Business“. Kapela píseň spustí a Homer poté zařve: „Přejděte k části ‚workin overtime‘!“. Kapela mu vyhoví a přeskočí rovnou na refrén. Bachman opustil kapelu, když se nahrával díl Saddlesore Galactica, a kvůli napětí mezi ním a Turnerem nahrávali oba své repliky odděleně při různých příležitostech. Long uvedl, že členové štábu Simpsonových „byli nadšeni, že je mají v seriálu“, a že dvojice „nemohla být milejší“.

## Metareference
Epizoda je silně autoreferenční a obsahuje řadu metareferencí. Když Simpsonovi vezou Duncana domů z veletrhu, Komiksák Simpsonovy upozorní, že si už vzali koně jako domácího mazlíčka (odkaz na epizodu o Cena lásky) a „výdaje donutily Homera pracovat v Kwik-E-Martu, což mělo veselé následky“. V další scéně, když Líza upozorní Marge, že Marge vykazuje známky problémů s hazardními hrami, se opět objeví Komiksák v tričku s nápisem „Nejhorší epizoda všech dob“ a řekne Líze „Hej, já tě sleduju“. To odkazuje na skutečnost, že Marginy problémy s hazardními hrami již byly prozkoumány v dílu Jak jsem se přestal bát.
Jonathan Gray analyzoval autoreferenčnost v Simpsonových ve své knize Watching with The Simpsons: Television, Parody, and Intertextuality z roku 2006. Napsal, že „sitcomy se neustále ‚resetují‘, žijí v (…) ‚existenciálním kruhu‘, v němž se ve skutečnosti nic nemění a každá epizoda začíná víceméně tam, kde začala ta předchozí; a Simpsonovi si často pohrávají s těmito sitcomovými hodinami a s amnézií sitcomové paměti. Členové rodiny často zapomínají na důležité události své ‚historie‘ (…).“ Gray poznamenal, že v Bartovi v sedle „děj pokračuje normálně, protože se poukazuje na sitcomovou paměť (nebo její nedostatek), ale komicky se nejedná. A tak tam, kde David Grote (autor knihy The End of Comedy: The Sit-Com and the Comedic Tradition) poznamenává, že sitcomové epizody ‚žijí v jakémsi časovém ohybu bez jakéhokoli odkazu na jiné epizody‘, což vytváří situaci, kdy vše ‚zůstává nedotčené a nerušené, bez ohledu na to, jaké přechodné události se mohou vyskytnout‘, Simpsonovi to komicky reflektují“.

## Přijetí
Epizoda byla původně vysílána na stanici Fox ve Spojených státech 6. února 2000 a ten večer ji vidělo přibližně 9,6 milionu domácností. S ratingem 9,5 podle agentury Nielsen skončila na 29. místě ve sledovanosti v týdnu od 31. ledna do 6. února 2000. Byl to druhý nejsledovanější pořad na stanici Fox v tom týdnu, hned po epizodě seriálu Malcolm in the Middle. 7. října 2008 vyšel díl na DVD jako součást boxu The Simpsons – The Complete Eleventh Season. Členové štábu Tim Long, Lance Kramer, Mike Scully, Matt Groening, George Meyer, Ian Maxtone-Graham, Matt Selman a Tom Martin se podíleli na audiokomentáři k této epizodě na DVD. Na box setu byly také zařazeny vymazané scény z dílu.
Podle Longa je Bart v sedle mnohými kritiky i fanoušky považován za jednu z nejhorších epizod v historii seriálu, zejména kvůli scénám s žokejskými skřítky.
V roce 2007 ji reportér časopisu Maclean's Marco Ursi označil za svou nejméně oblíbenou epizodu Simpsonových a uvedl: „V tomto díle Simpsonovi dostanou koně – opět – a děj se zvrhne v něco, co se týká tajné země žokejů. Dělání metareferencí na to, že jste právě natočili ‚nejhorší epizodu všech dob‘, ji neudělá o nic vtipnější.“.
Nancy Basileová z About.com zařadila díl mezi nejhorší epizody sezóny – mezi epizody, které ji „rozladily, protože obsahovaly do očí bijící triky a obskurní zápletky“.
Navzdory kritice získala epizoda Bart v sedle několik pozitivních recenzí. Při recenzování 11. řady Simpsonových se k epizodě vyjádřil Colin Jacobson z DVD Movie Guide, když napsal: „Vzpomínám si, že Bart v sedle byl v době svého prvního vysílání velmi opovrhován, i když si nevzpomínám, zda jsem se k tomuto sboru také přidal. Možná, že díky mnoha pochybným epizodám od začátku roku 2000 vypadá lépe, ale myslím, že díl nabízí slušný počet úsměvných momentů. Odbíhá sice do některých připitomělých odboček a projevuje znervózňující sklon k sebeuvědomění, ale poskytuje přiměřenou zábavu.“.
Ian Jane z DVD Talk popsal camea Bachmana a Turnera jako „zábavná“.